# Maía
Mónica Andrea Vives Orozco (Barranquilla, 16 de noviembre de 1981) es una  cantautora colombiana de salsa, tropipop, bolero, balada, y pop latino. Conocida por su nombre artístico Maía  y «La niña bonita de la salsa», cuenta con uno de los rangos vocales más amplios en el mundo de la música, puede pasar de registros varoniles como tenor, pasar por contralto hasta tonalidades de soprano.

## Biografía
Mónica Andrea Vives Orozco es la única hija de Rafael Vives y Mónica Orozco. Creció en Pradomar, Puerto Colombia, departamento del Atlántico. Se graduó de bachiller en el Colegio Alemán de Barranquilla y después estudió ingeniera mecánica.  
Su nombre artístico, Maía, nace de un juego entre sus iniciales y el lugar donde se crio, la bahía de Puerto Colombia. En 1998 Maía gana como mejor solista pop entre 60.000 participantes el concurso de canto "Colombia suena bien" organizado por Sony Music Colombia. En 2001 logra  firmar un contrato como artista exclusiva de la disquera Sony Music.  
En 2002 lanza su primer sencillo Niña bonita con el cual obtuvo un doble disco de platino consiguiendo así posicionarse entre las diferentes emisoras más importantes del país y emisoras latinas. Un mes después lanza su primer álbum discográfico El baile de los sueños que contiene su primer sencillo y temas como Candela, Se me acabó el amor,  que forman parte de la banda sonora de la telenovela de RCN Televisión La costeña y el cachaco. 
En 2005 lanza su segundo trabajo discográfico Natural y como primer sencillo, el tema Ingenuidad. Aguacero y el porro Mama Chave son canciones de su autoría que hacen también parte de este álbum. Ese mismo año se convierte en la primera artista latinoamericana en ser imagen de Coca-Cola.
En 2006 termina sus contratos discográficos y se dedica a la investigación de sonidos latinos y de tradición oral afrocaribe para mezclarlos con sonidos más modernos.
En 2010 lanza un único sencillo, que hace parte de su investigación musical, que se llama Que será de mi, una reinterpretación del famoso vallenato, esta vez, mezclado con sonidos electrónicos.
En 2012 lanza su tercera producción Instinto, la cual fue nominada a los Grammy Latino como "mejor álbum fusión tropical". No quererte y temas como Antídoto, Hoy y Abecedario fueron sencillos del álbum.
En el mismo año participa como preparadora vocal del programa La Voz Colombia para el team Vives con Carlos Vives.
En 2013 participa como líder del cuerpo de baile BNF en el programa LA PISTA.
En marzo de 2015 lanza Fiesta de Verano junto al cantante Maluma, donde logra superar en muy corto tiempo los 12 millones de visionados con el video oficial, cautiva nuevamente a sus fanes y a los diferentes medios de comunicación en Latinoamérica con ritmos más urbanos sin dejar nunca su esencia tropical y afrocaribe.
A finales del año, lanza su segundo sencillo compuesto por el cubano Jorge Luis Piloto, Esta noche hay fiesta, tema nominado a mejor canción tropical en el Grammy Latino 2016.
El 29 de abril de 2016 lanza su cuarto disco homónimo Maía, que contiene doce temas, entre ellos, una champeta con el cantante cartagenero Kevin Flórez, Tú que traes, Háblame bonito y  el tema Pa´ lante  una mezcla de batucada con el cantante y rapero El Micha.
El 7 de septiembre de 2017 la cantante barranquillera impacta al mundo cantando el Salmo 97 en la misa campal acompañada de la orquesta sinfónica de Bogotá celebrada por el papa Francisco en el parque Simón Bolívar de Bogotá, ante más de un millón y medio de espectadores.
El 25 de mayo de 2018 comienza una nueva etapa musical para la artista con su sencillo Un beso de su boca, una canción romántica a ritmo de salsa que abre su camino a este género. A finales del mismo año nos sorprende con la reinterpretación de Que locura enamorarme de ti que hace parte del disco homenaje a la salsa de los 80 que decide lanzar el siguiente año. Tributo 7/80 es el nombre de esta quinta producción.
Actualmente Maía se encuentra promocionando su más reciente sencillo "Muéstrame" luego de su trabajo discográfico  Sensus con canciones de su autoría, como primer sencillo del álbum Lo que yo quiero al lado de El Caballero de la Salsa, Gilberto Santa Rosa.
Ha realizado más de 1000 conciertos en Colombia y en diferentes países, compartiendo escenario con artistas como Juanes, Eliades Ochoa (Buena Vista Social Club), Cheo Feliciano, Fonseca, Roby Draco Rosa, Ricky Martin, entre otros.

## Vida privada
Maía hizo sus estudios entre Alemania y Estados Unidos.
Habla alemán, inglés y español.
Estudió ballet clásico con Gloria Peña y danza afrocaribe y moderna con Rossanna Lignarolo.
Vive en Bogotá desde los 20 años.
Se casó por la Iglesia católica con Alberto Bossio el 16 de julio de 2017.
Actualmente su esposo es su mánager y juntos son los creadores del sello Maía Records.

## Discografía
- 2002: El baile de los sueños
- 2005: Natural
- 2007: Mi tierra: Maía grandes éxitos
- 2010: Qué será de mí
- 2012: Instinto
- 2014: Instinto edición especial
- 2015: Fiesta de verano Feat Maluma
- 2016: Maía
- 2018: Un beso de su boca
- 2018: Que locura enamorarme de ti
- 2019: La rueda
- 2019:  Tributo 7/80
- 2019: Lo que yo quiero dúo Gilberto Santa Rosa
- 2020: La película
- 2020:  Sensus
- 2024: Colores

### Colaboraciones
- Frágil (Feat. Septeto Acarey)
- Fly away (Feat. Irie Kings)
- Por la gloria (Feat. Mr. Steve)
- Pa' Lante (Feat. El Micha)
- El palo (Feat. Joel Sound)
- Por ti volaré (Feat. Abelardo de la Espriella)
- Siempre estaré (Feat. Compañía Ilimitada)
- TAO (Feat. Wos_(rapero))

## Videografía
| Año  | Vídeo                                                        | Director         |
| ---- | ------------------------------------------------------------ | ---------------- |
| 2003 | Niña bonita                                                  | Karen Loewy      |
| 2004 | Se me acabó en amor                                          | Karen Loewy      |
| 2005 | Ingenuidad                                                   | Karen Loewy      |
| 2005 | El aguacero                                                  | Karen Loewy      |
| 2005 | Tú y yo de verdad                                            | Karen Loewy      |
| 2011 | Qué será de mí                                               | Diego Ossa       |
| 2012 | No quererte                                                  | Diego Ossa       |
| 2012 | No quererte (acústica)                                       | Diego Ossa       |
| 2012 | Antídoto Feat. Slow Mike                                     | Albertini        |
| 2015 | Fiesta de Verano Feat Maluma                                 | 36 grados        |
| 2015 | Esta noche hay fiesta                                        | Emozion          |
| 2016 | ¿Tú qué traes?                                               | Maía             |
| 2017 | Háblame bonito                                               | Maía Records     |
| 2017 | Que bonito es cambiar (creado para los almacenes Homecenter) | Homecenter       |
| 2018 | Un beso de su boca                                           | Maía Récords     |
| 2019 | Qué locura enamorarme de ti                                  | Albertini        |
| 2019 | La rueda                                                     | Camilo Espitia   |
| 2019 | La rebelión                                                  | Lina Fresneda    |
| 2019 | Devórame otra vez                                            | Lina Fresneda    |
| 2019 | Como lo haces conmigo                                        | Lina Fresneda    |
| 2019 | Quiero morir en tu piel                                      | Lina Fresneda    |
| 2019 | Lo que yo quiero Feat Gilberto Santa Rosa                    | Óscar Piratova   |
| 2020 | La película                                                  | Camilo Espitia   |
| 2023 | Ya te olvidé                                                 | Alberto González |
| 2024 | La vida                                                      | Alberto González |
| 2024 | Muéstrame                                                    | Alberto González |

## Filmografía
- 2013: La pista - Líder Grupo BNF
- 2012: La voz Colombia - Asesora de Carlos Vives
- 2018: MasterChef Celebrity - Participante
- 2020: A otro nivel - Jurado
- 2022-presente La descarga - Mentor

## Premios
| Año  | Premiación     | Categoría                                      | Resultado |
| ---- | -------------- | ---------------------------------------------- | --------- |
| 2012 | Grammy Latinos | Mejor Álbum Tropical Contemporáneo "Instinto"  | Nominada  |
| 2013 | Premios Shock  | La canción más bonita                          | Nominada  |
| 2016 | Grammy Latinos | Mejor canción tropical "Esta Noche Hay Fiesta" | Nominada  |